# ترویتسک (شهرستان یلتسوفسکی، سرزمین آلتای)
ترویتسک (به لاتین: Troitsk) یک منطقهٔ مسکونی در روسیه است که در سرزمین آلتای واقع شده‌است.